# Coupe des nations de concours complet d'équitation 2015
Navigation
2014 2016
La Coupe des nations de concours complet d'équitation 2015 (en anglais FEI Nations Cup Eventing 2015), est la 4e édition du circuit coupe des nations organisé par la FEI dans cette discipline.

## Règlement
Chaque équipe est composée de 3 ou 4 cavaliers mais seuls les résultats des trois meilleurs comptent.
Nombre de points rapportées, par épreuve en fonction du classement :
- 1er : 11 points
- 2e : 9 points
- 3e : 8 points
- 4e : 7 points
- 5e : 6 points
- 6e : 5 points
- 7e : 4 points
- 8e : 3 points
- 9e : 2 points

Les 6 meilleurs résultats sur les 8 étapes comptent pour le classement général.

## Calendrier et résultats
| \| Fontainebleau Ballindenisk Houghton Hall Strzegom Montelibretti Aix-la-Chapelle Waregem Boekelo \| Villes accueillant la coupe des nations de concours complet en 2015. |
| Fontainebleau Ballindenisk Houghton Hall Strzegom Montelibretti Aix-la-Chapelle Waregem Boekelo                                                                            |

| Date                    | Lieu                               | Équipe vainqueur |
| ----------------------- | ---------------------------------- | ---------------- |
| 19 au 22 mars 2015      | Fontainebleau, France CICO-3*      | France           |
| 24 au 26 avril 2015     | Ballindenisk, Irlande CICO-3*      | Royaume-Uni      |
| 28 au 31 mai 2015       | Houghton Hall, Royaume-Uni CICO-3* | Allemagne        |
| 25 au 28 juin 2015      | Strzegom, Pologne CICO-3*          | France           |
| 11 au 14 août 2015      | Aix-la-Chapelle, Allemagne CICO-3* | Allemagne        |
| 17 au 20 septembre 2015 | Montelibretti, Italie CICO-3*      | annulé           |
| 24 au 27 septembre 2015 | Waregem, Belgique CICO-3*          | Allemagne        |
| 8 au 11 octobre 2015    | Boekelo, Pays-Bas CICO-3*          | Irlande          |

## Classement
|               | Équipe/Épreuve   | Points       | Points        | Points   | Points          | Points                 | Points  | Points  | Points | Total |
| Fontainebleau | Équipe/Épreuve   | Ballindenisk | Houghton Hall | Strzegom | Aix-la-Chapelle | Montelibretti (annulé) | Waregem | Boekelo |        | Total |
| ------------- | ---------------- | ------------ | ------------- | -------- | --------------- | ---------------------- | ------- | ------- | ------ | ----- |
| 1             | Royaume-Uni      | 8            | 11            | 9        | 11              | 3                      | -       | 7       | 6      | 52    |
| 2             | Allemagne        | -            | -             | 11       | 7               | 11                     | -       | 11      | 5      | 45    |
| 3             | Australie        | 9            | -             | 5        | 9               | 6                      | -       | 6       | 4      | 39    |
| 4             | France           | 11           | 8             | 8        | -               | -                      | -       | 5       | 7      | 39    |
| 5             | Pays-Bas         | 7            | -             | 7        | 5               | 2                      | -       | 8       | 3      | 32    |
| 6             | Irlande          | -            | 9             | -        | -               | 7                      | -       | -       | 11     | 27    |
| 7             | Belgique         | -            | -             | -        | 8               | -                      | -       | 9       | -      | 17    |
| 8             | Nouvelle-Zélande | -            | -             | -        | -               | 9                      | -       | -       | 8      | 17    |
| 9             | États-Unis       | -            | -             | -        | -               | 8                      | -       | -       | 9      | 17    |
| 10            | Suède            | -            | -             | -        | 6               | 5                      | -       | -       | -      | 11    |
| 11            | Espagne          | -            | -             | 6        | -               | -                      | -       | -       | -      | 6     |
| 12            | Pologne          | -            | -             | -        | 4               | -                      | -       | -       | -      | 4     |
| 12            | Pologne          | -            | -             | -        | -               | 4                      | -       | -       | -      | 4     |
| 14            | Japon            | -            | -             | -        | -               | -                      | -       | -       | 2      | 2     |
| 15            | Brésil           | -            | -             | -        | -               | -                      | -       | -       | 0      | 0     |